# 买买提江·亚库甫
买买提江·亚库甫（維吾爾語：مەمەتجان ياقۇپ‎，拉丁维文：Memetjan Yaqup，?—2001年2月3日）维吾尔族，新疆维吾尔自治区疏附县人，法院干部。

## 生平
买买提江·亚库甫是新疆维吾尔自治区喀什地区疏附县人民法院干部。2001年2月3日，一伙恐怖分子闯入买买提江·亚库甫家中，对买买提江·亚库甫连捅了38刀，将其当场杀害。